# Achaz II. von Zehmen
Achaz II. von Zehmen (auch Czema, Czemen) (* um 1530; † 1576), Reichsfreiherr, Woiwode von Pomerellen, 1549/1550 Rektor hon.causa an der Universität Alma Mater Viadrina in Frankfurt/Oder, polnischer Beamter, Deputierter auf verschiedenen Reichstagen sowie Verfechter des deutschen Heimatrechts in Preußen Königlichen Anteils unter der polnischen Krone.

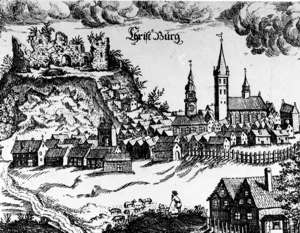
Christburg im Jahre 1684

## Leben und Wirken
Achaz II. von Zehmen studierte 1549/50 in Frankfurt/Oder an der Alma Mater Viadrina. 1559 erscheint er als Kgl. Kommissar auf dem Landtag zu Marienburg und dann 1565 in einem Schreiben des Herzogs Albrecht von Brandenburg-Ansbach. 1566 wurde er an Stelle seines Onkels Fabian I. von Zehmen Woiwode von Pommerellen und legte am 10. Oktober seinen Eid auf dem Michaelis-Landtag zu Marienburg ab. Christburg sprach das Königreich Polen den Zehmen Brüdern (Christoph, Fabian II. und Achaz II.) ab, die es aber im Dezember 1572 stürmten. Dieses Vorgehen erregte ungeheures Aufsehen in Warschau. Der preußische Landtag setzte sich für Zehmens ein und im April 1573 erfolgte ein Vergleich mit den polnischen Edelleuten. In der mutigen Verteidigung der preußischen Landesrechte auf dem Reichstag zu Lublin im Jahr 1574 wandelte Achaz II. von Zehmen in den Fußstapfen seines Vaters und seines Onkels. Da das Polnische Königreich energisch bestrebt war die westpreußischen Rechte aufzuheben, folgte seine bekannte Prophezeiung bzw. sein Protest: „Es werde dereinst ein Gewaltiger über sie kommen und ebenso mit ihnen verfahren, wie sie heute mit den Preußen.“ Allein das Schicksal Westpreußens war bereits besiegelt, die Verteidiger der Landrechte unterlagen, die Prophezeiung aber ist in Person von Friedrich II. (Preußen) eingetroffen. Im 20. Jahrhundert hat das Schicksal dann nochmal mehrfach zugeschlagen. 1577 wurde Achaz II. v. Zehmen Christburg und Lichtenfelde wieder erblich verliehen.

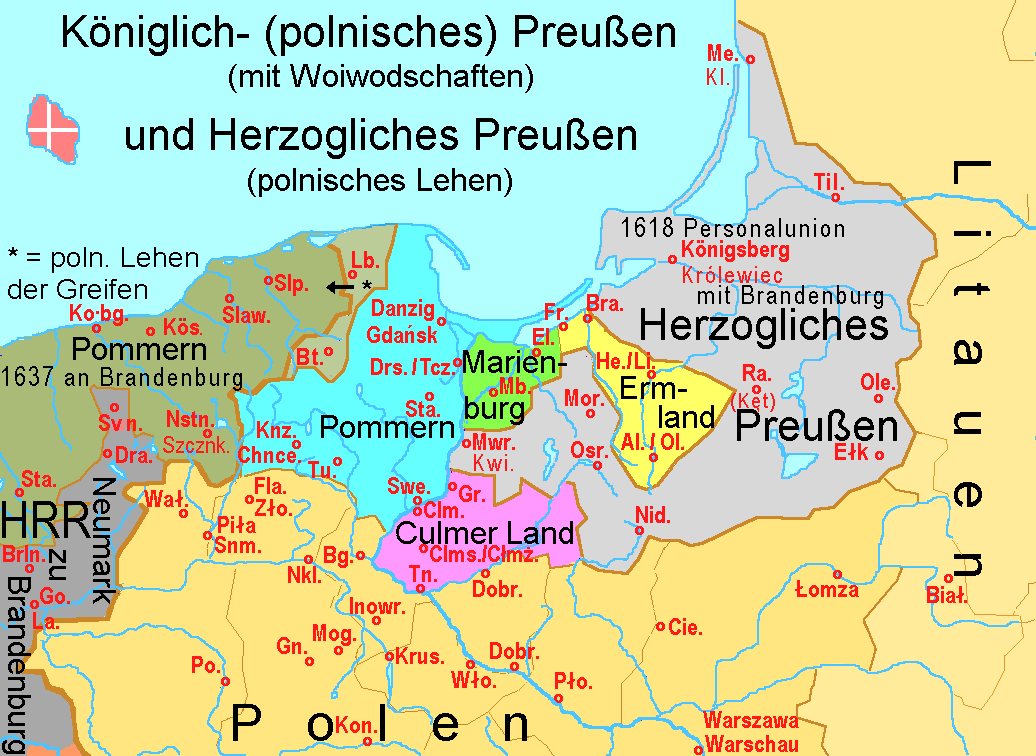
Hellgrau: Herzoglich Preußen
Farbig: Königlich-Preußen mit seinen Wojewodschaften in Personalunion mit dem Königreich Polen und Litauen

## Familie
Verheiratet war Achaz II. v.Z. mit Anna Sophia Fürstin von Radziwil († 1607/1611), Tochter Nicolaus IV, Herzog von Olyka und Woiwode von Wilna, Vetter der Zarin Barbara. Sie hatten 2 Kinder: Achaz III. und Elisabeth († 1618, verm. mit Nicolaus Dzialin, Woiwode). Seine Eltern waren Achatius von Zehmen und Helene von Merklichenrade. Er hatte acht Geschwister: Christoph, Fabian II. von Zehmen (Woiwode von Marienburg), Catherine (verheiratet mit Peter Burggraf zu Dohna), Anna (verm. Stange), Helene (verm. von Kronopat), Barbara (verm. mit von Clement), Justine (verm. von Borcke) und Euphrosyne (verm. von Pröck). Achaz II. v.Z. stammt aus dem meißnisch-sächsischen Geschlecht der von Zehmen mit dem gleichnamigen Stammhaus Zehmen bei Leipzig.